# Heinrich Schlüter (astrónomo)
Heinrich Schlüter (Hamburgo, 1815-Königsberg, Prusia, 17 de marzo de 1844) fue un astrónomo alemán.

## Semblanza
Schlüter ingresó en 1838 en la Universidad de Königsberg, donde fue alumno de Friedrich Bessel, pasando en 1841 a ser asistente en el Observatorio.
En los años siguientes publicó varios artículos (incluyendo trabajos sobre estrellas dobles y meteoritos, así como un cálculo de la órbita del cometa C/1843 J1 (Mauvais)) en los Astronomische Nachrichten. Murió en 1844 a la edad de 29 años.

## Eponimia
- El cráter lunar Schlüter lleva este nombre en su memoria desde 1964.[1]